# 云盖寺
云盖寺，位于中国广东省汕头市南澳县云澳镇云盖寺居委，为南澳县的一个县级文物保护单位，类型为古建筑，公布时间为1992年8月15日。
云盖寺的历史年代为宋代。